# Despina (vệ tinh)
Despina (/dɪˈspiːnə/ di-SPEE-nədi-SPEE-nə or /dɪˈspaɪnə/ di-SPY-nədi-SPY-nə; Latin: Despœna; Tiếng Hy Lạp: Δέσποινα), cũng được biết đến với cái tên Neptune V, là vệ tinh bên trong gần nhất thứ ba của Sao Hải Vương. Nó được đặt tên theo Despoina, một nữ thần là con của Poseidon và Demeter.
Despina được phát hiện vào cuối tháng 7 năm 1989 từ những hình ảnh được chụp bởi tàu thăm dò Voyager 2. Nó được đặt cho ký hiệu tạm thời là S/1989 N 3. Phát hiện đã được công bố (IAUC 4824) vào ngày 2 tháng 8 năm 1989, nhưng trong các văn bản chỉ nói rằng "10 khung hình được chụp trong vòng 5 ngày", như vậy ngày khám phá ra Despina là vào đâu đó trước ngày 28 tháng 7. Cái tên được đặt chính thức vào ngày 16 tháng 9 năm 1991.

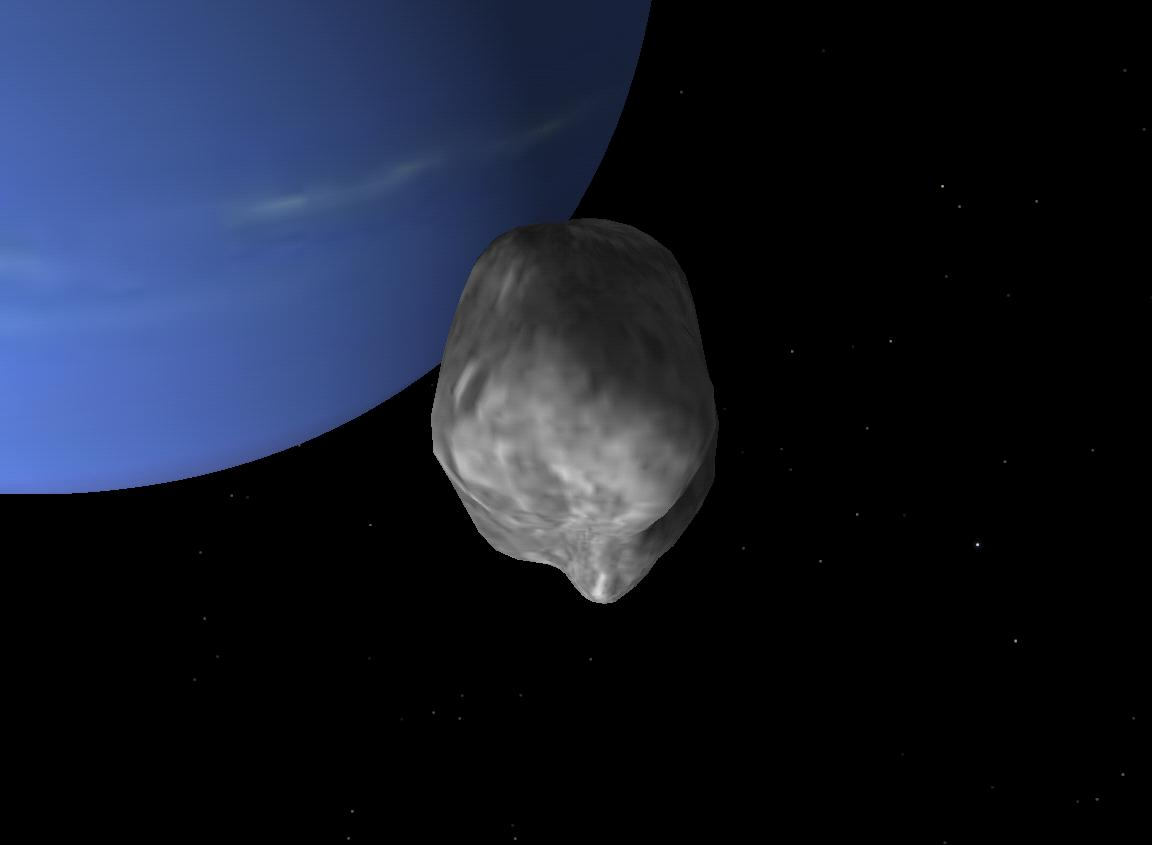
Mô phỏng Despina quay quanh Sao Hải Vương

Despina có hình thù dị thường và không có dấu hiệu nào cho thấy có sự biến đổi địa chất. Nó trông như một đống mảnh vụn được tập hợp quanh một hạt nhân từ những mảnh vỡ của các vệ tinh ban đầu của Sao Hải Vương, những vệ tinh mà đã bị đập vỡ bởi những sự nhiễu loạn từ vệ tinh Triton ngay sau khi vệ tinh này bị bắt giữ vào một quỹ đạo ban đầu có độ lệch tâm rất cao.
Quỹ đạo của Despina nằm gần nhưng ở ngoài quỹ đạo của vệ tinh Thalassa và ở bên trong vành đai Le Verrier. Vì nó cũng nằm bên dưới bán kính quỹ đạo đồng bộ của Sao Hải Vương, nó di chuyển xoắn ốc dần vào trong do tác động của lực thủy chiều và sau cùng có thể va chạm vào khí quyển của Sao Hải Vương, hoặc vỡ vụn thành một vành đai hành tinh khi vượt qua giới hạn Roche do lực dãn thủy chiều.
Despina có đường kính khoảng 150 km (90 mi).